# Landsting (middelalderen)
 For alternative betydninger, se Landsting. (Se også artikler, som begynder med Landsting)
Landstinget var i ældre dansk tid en række forsamlinger af alle frie og våbenføre mænd.
Danmark var i middelalderen opdelt i 13 landskaber (Nørrejylland, Sønderjylland, Fyn, Langeland, Sjælland, Lolland, Falster, Møn, Bornholm, Skåne, Nørre- og Sønder-Halland og Blekinge). Hvert land havde sit landsting, men især på de tre store landsting i Viborg, i Ringsted og i Lund (på Lerbäckshögen) blev der truffet historiske beslutninger for landet. Deres vigtigste opgave var at hylde kongen ved tronskifte, men de var også politiske forsamlinger, der traf afgørelser om krig og fred og havde lovgivende og dømmende funktioner. De fleste af disse var dog i slutningen af middelaldereren overgået til konge og adel, men de var stadig en højere retsinstans mellem kongen og herredstinget.
De dømmende medlemmer af Landstinget kaldtes Landsdommere. Dette svarer til det engelske system, hvor de juriske medlemmer af Overhuset indtil 2009 var den britiske Højesteret.
I Det Danske Monarki havde Færøernes lagting og Altinget i Island samme opgaver som landstingene i det egentlige Danmark. I det tyske grevskab Holsten holdt landstinget sine møder på Bornhøved. Tinget blev afløst af stændermøder, der fungerede som en holstensk landdag. Som i Holsten så blev også det sønderjyske landsting på Urnehoved afløst af Stænderne, der fungerede som en slesvigsk landdag.
Omkring år 1800 blev tingene i Viborg, Ringsted, Thorshavn og Island afløst af mere tidssvarende domstole. Således blev Viborg Landsting, Sjællandsfar Landsting, Mønbo Landsting (i Stege), Lollandsfar og Falsters Landsting (fra 1683 i Maribo) og Fynbo Landsting nedlagt i 1805. I 1813 blev Bornholms Landsting (i Åkirkeby, fra 1771 i Rønne) nedlagt.
I 1834 blev der indført de såkaldte Rådgivende provinsialstænderforsamlinger.
Der fandtes også landsting i Sverige.